# Râle akool
Zapornia akool
Espèce
Statut de conservation UICN

 LC  : Préoccupation mineure
Le Râle akool (Zapornia akool, anciennemnt Amaurornis akool) ou Marouette akool, est une espèce d'oiseaux de la famille des Rallidae.

## Nomenclature
Son nom provient de l'hindi ākul « agité ».

## Répartition
Cet oiseau vit à travers l'Asie du Sud, le sud de la Chine, l'ouest de la Birmanie et le nord-est du Viêt Nam.